# Малобондз (Малопольское воеводство)
Мало́бондз (пол. Małobądz) — село в Польше в сельской гмине Болеслав Олькушского повета Малопольского воеводства.
В 1975—1998 годах село входило в состав Краковского воеводства.

## Население
По состоянию на 2013 год в селе проживало 632 человека.
| Перепись  | Всего   | Всего | Женщины | Женщины | Мужчины | Мужчины |
| --------- | ------- | ----- | ------- | ------- | ------- | ------- |
| Единицы   | человек | %     | человек | %       | человек | %       |
| Население | 632     | 100   | 336     | 53,1    | 296     | 46,9    |

## Достопримечательности
- Польско-католический храм святой Барбары.